# Африкански национален конгрес
Африканският национален конгрес (на английски: African National Congress, ANC) е управляващата партия в Република Южна Африка от 1994 г. насам – годината, в която за първи път в страната е било позволено на представителите на чернокожото мнозинство да участват в демократични избори. Идеологически партията определя себе си като социалдемократична партия, или още като „дисциплинирана лява сила“. В периода между 60-те и 80-те години на 20 век, по време на най-активните години на режима на апартейда, ANC действа като нелегално ъндърграунд движение, допринесло за изграждането на много от лидерите в борбата срещу апартейда.
Африканският национален конгрес управлява страната от 1994 г. с подкрепата на Конгресът на южноафриканските профсъюзи и Южноафриканската комунистическа партия. ANC е основана под името Южноафрикански туземен национален конгрес на 8 януари 1912 г. в Блумфонтейн с цел увеличаване правата на тъмнокожото население в Южна Африка. Първият президент на организацията е Джон Дубе, а писателят Сол Плате е един от основателите. ЮТНК се преименува на Африкански национален конгрес през 1923 г. През 1961 г. създава военизирано крило, известно като „Умкхонто ве Сизве“.
През 1994 г. получава най-голяма подкрепа на националните избори. Това се повтаря през 1999 и през 2004 г., когато получава подкрепата на 69,7% от избирателите. През 2009 г. делът от гласовете спада до 65,9%, но партията продължава да доминира южноафриканската политическа система. Едва при изборите през 2024 г. партията получава под 50% от гласовете - 43%.

## Избори

### Парламентарни избори
| година | гласове    | %     | депутати |
| ------ | ---------- | ----- | -------- |
| 2009   | 11 650 748 | 65.90 | 264      |
| 2004   | 10 880 915 | 69.69 | 279      |
| 1999   | 10 601 330 | 66.35 | 266      |
| 1994   | 12 237 655 | 62.65 | 252      |